# نهرعنبر
نهرعنبر، روستایی در دهستان نهرعنبر بخش موسیان شهرستان دهلران در استان ایلام ایران است.

## جمعیت
بر پایه سرشماری عمومی نفوس و مسکن در سال ۱۳۹۵، جمعیت این روستا برابر با ۱٬۰۵۱ نفر (۲۴۳ خانوار) بوده‌است.